# Brême (rivière)
Pour les articles homonymes, voir Brême (homonymie).
La Brême est un ruisseau qui coule dans le département du Doubs, dans la région Bourgogne-Franche-Comté. C'est un affluent en rive droite de la Loue, donc un sous-affluent du Rhône par le Doubs et la Saône.
.

## Géographie et géomorphologie
D’une longueur de 16 km, la Brême prend sa source sur la commune de Fallerans sous le nom de ruisseau des Breuillots et acquiert le nom de Brême qu’à partir du pont de Fagot. Elle traverse deux ravins : le ravin de Saules où elle exécute saut et cascades et le ravin du Puits-Noir au relief tourmenté, lieu de prédilection du peintre Gustave Courbet.
Entre les deux ravins, sa vallée s'élargit au niveau de Bonnevaux-le-Prieuré et c'est là  que plusieurs moulins autrefois s'installèrent ; aujourd'hui, un seul subsiste mais sans sa roue à aubes, le Moulin du Bas. 
En aval du ravin du Puits-Noir, en rive droite, se trouve un gouffre appelé le Puits de la Brême qui présente une singularité de fonctionnement appelée inversac. En période hydrologique moyenne, le niveau de l’eau se stabilise quelques mètres en dessous du sommet du puits et une partie des eaux du ruisseau de la Brême s'y écoule (voir photo ci-dessous). En période de crue, l'eau remonte et le puits devient émissif. Cette source-perte est appelée une estavelle.

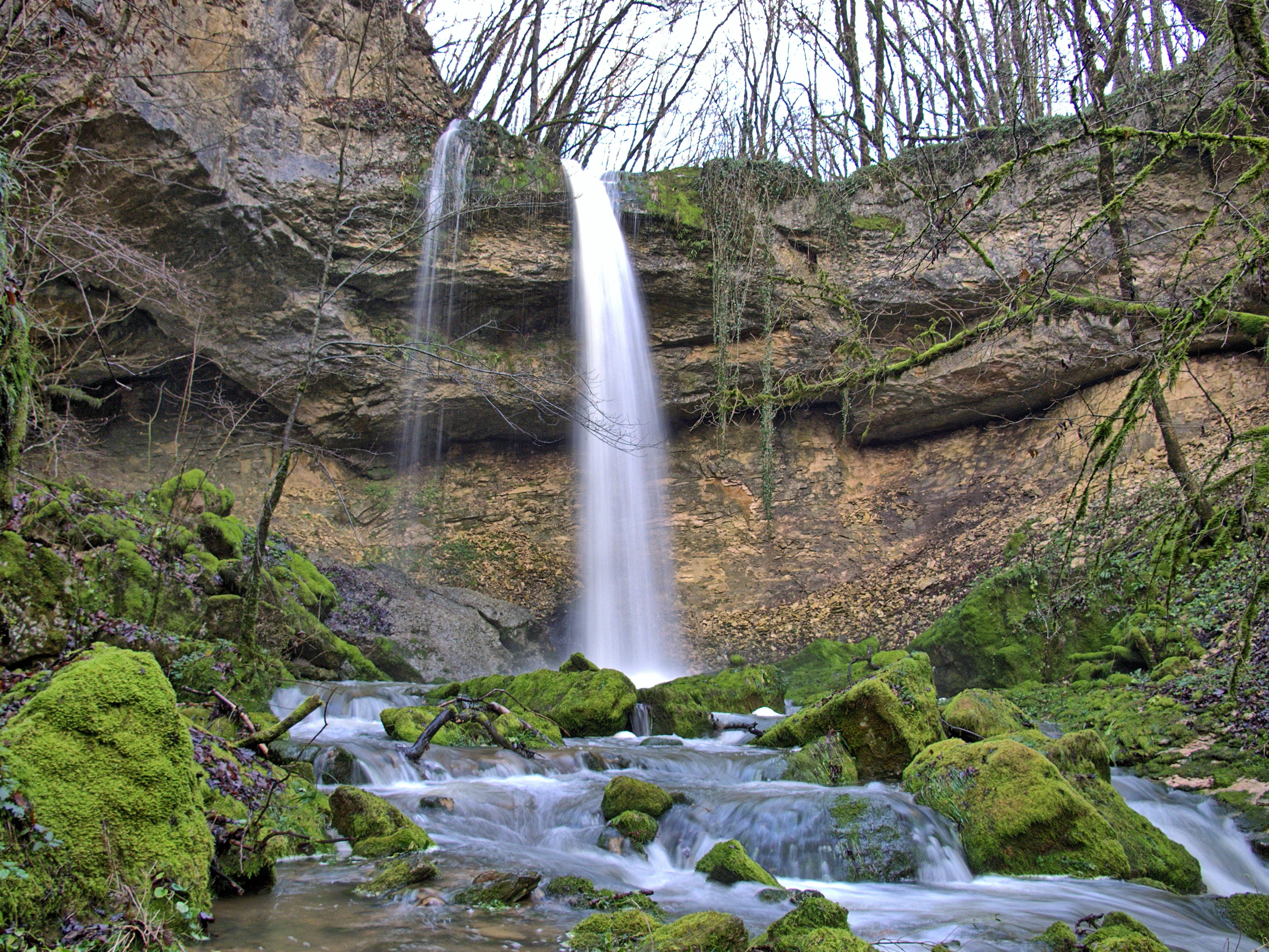
Le saut de la Brême.
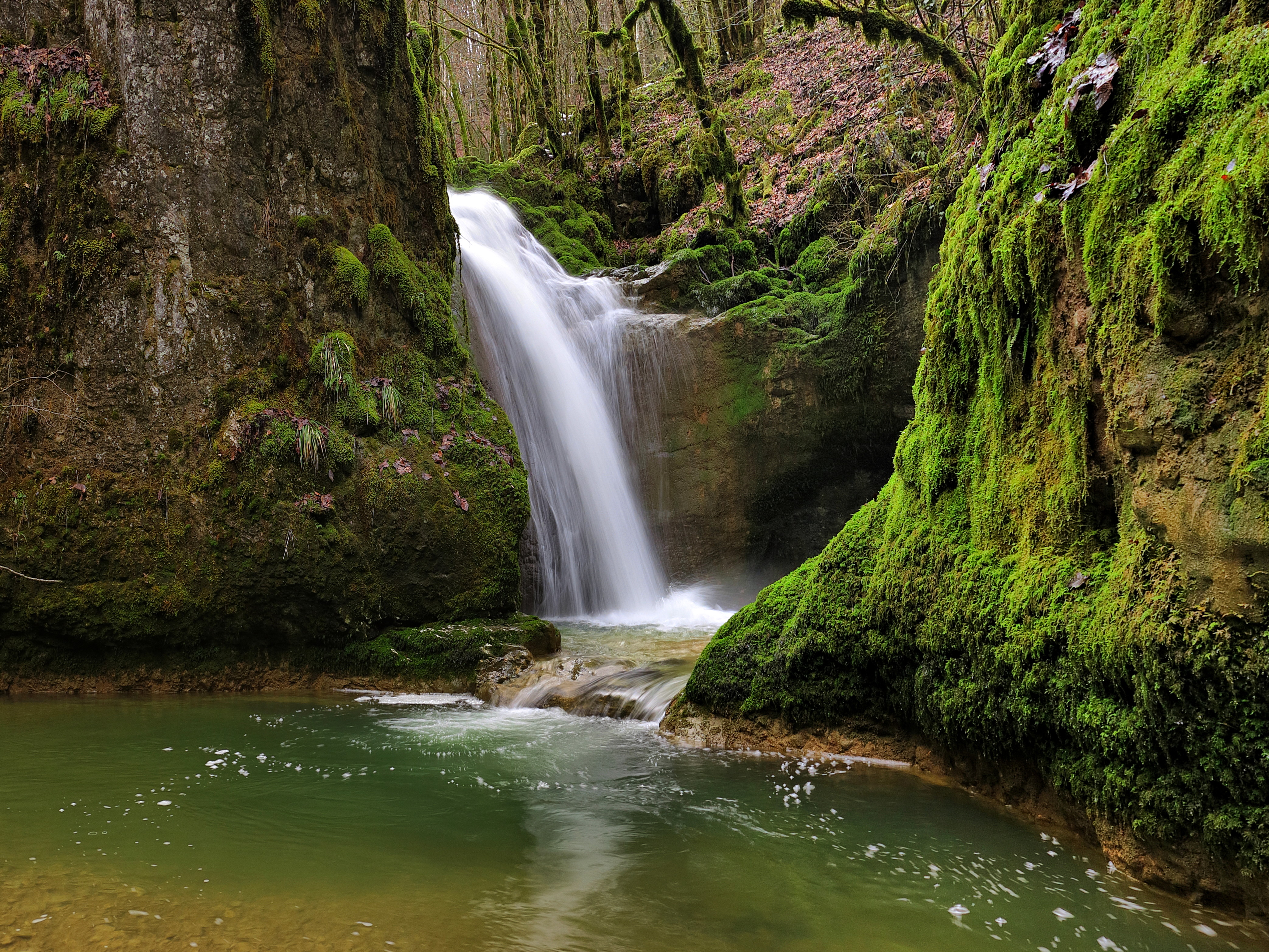
La grande cascade de la Brême.
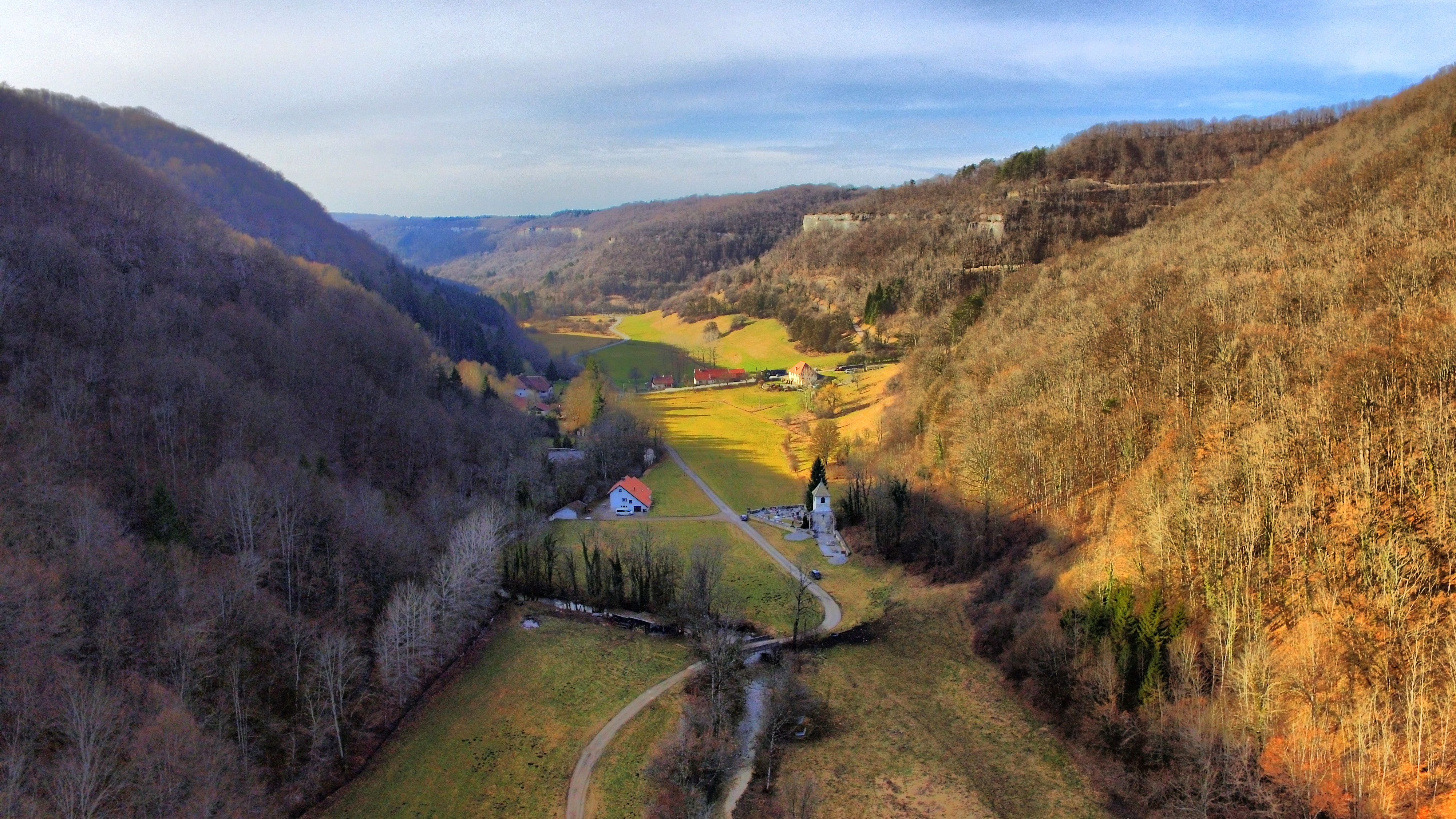
La vallée de la Brême à Bonnevaux-du-Bas.

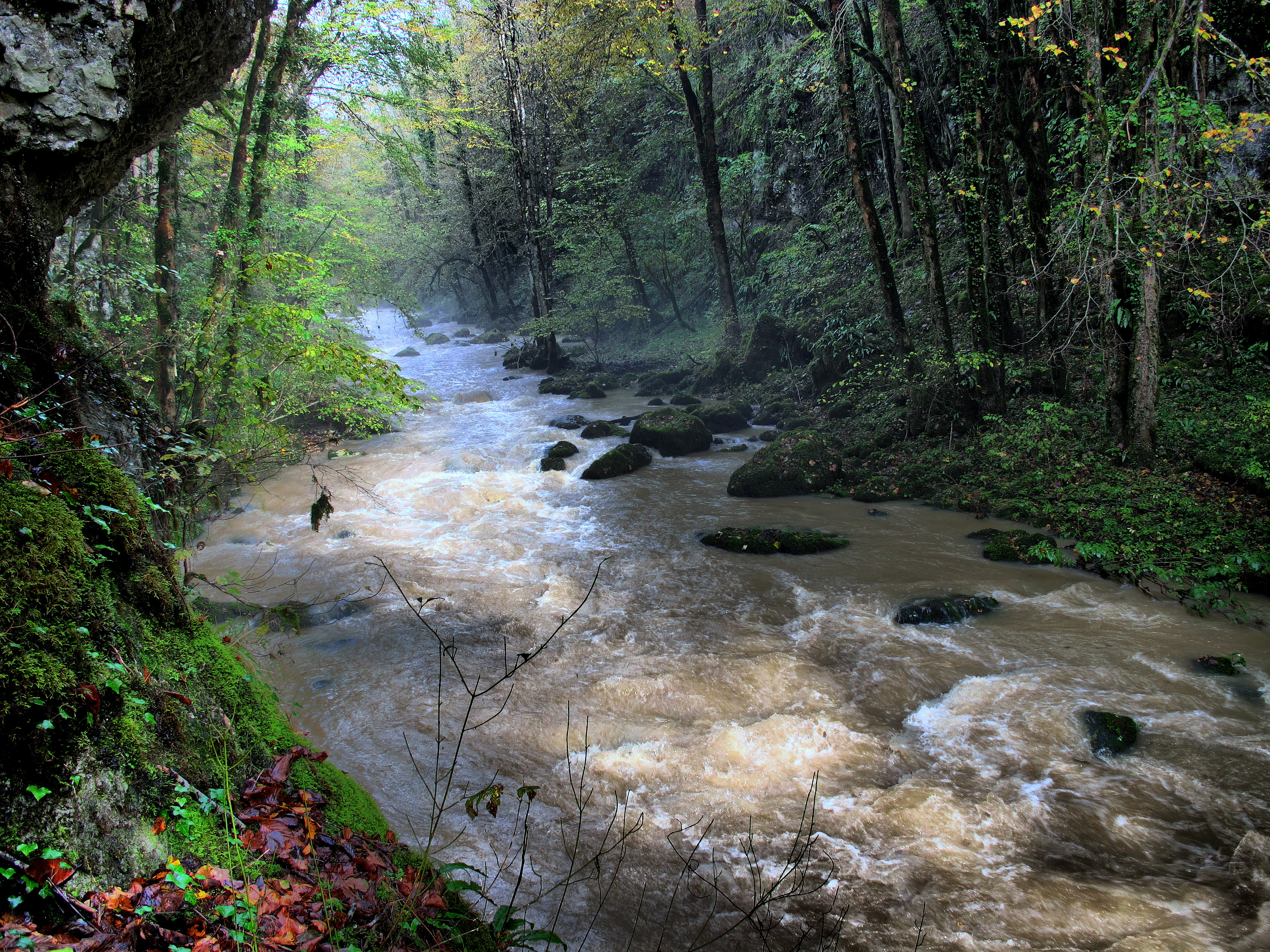
Le ravin du Puits-Noir.
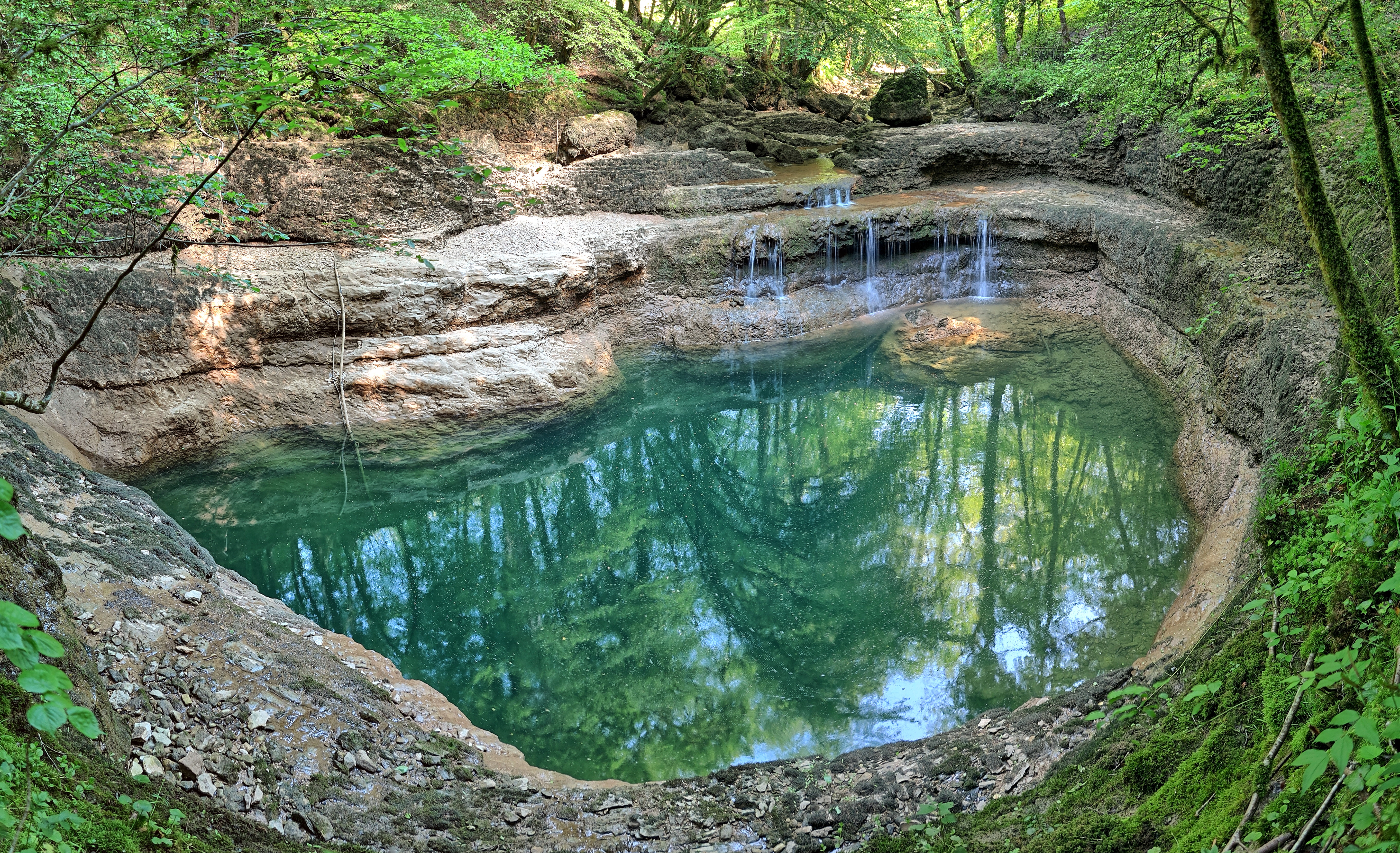
Le puits de la Brême en basses eaux.
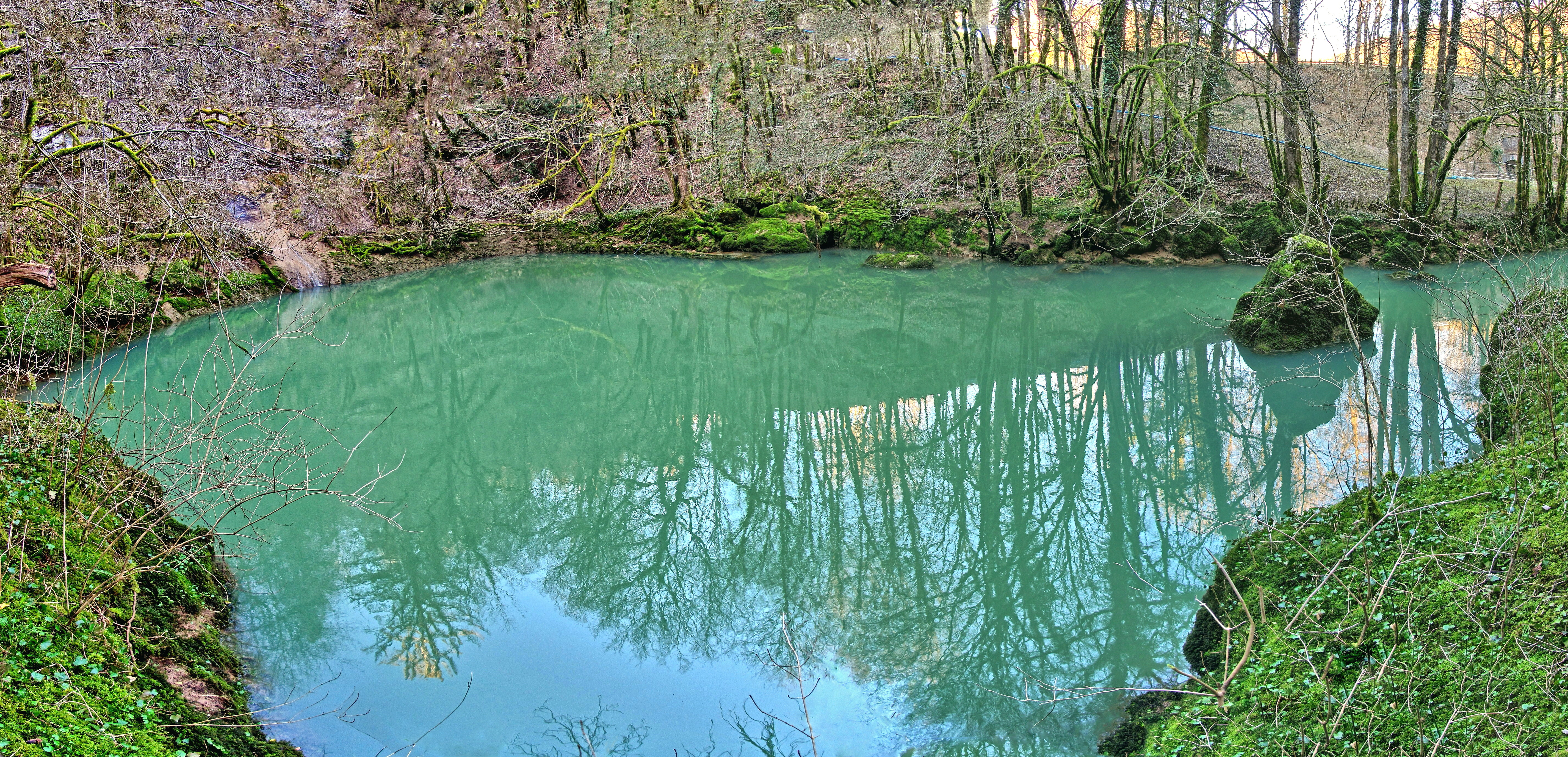
Le puits de la Brême en phase émission.

### Communes et cantons traversés
Dans le seul département du Doubs, la Brême traverse les sept communes suivantes d'amont vers aval : Fallerans, Étalans, Guyans-Durnes, Saules, Ornans, Foucherans,  Scey-Maisières.

### Bassin versant
La Brême traverse une seule zone hydrographique : La Loue de sa source à la Brême incluse (U260). 

## Affluents
La Brême a deux affluents référencés dans la base SANDRE :
- Le ruisseau du Défois[4] (rive gauche)
- Le ruisseau de Plaisir-Fontaine[5] (rive droite).

et deux autres plus petits : 
- Le ruisseau de la Leule (rive gauche)
- Le ruisseau de la Chauderotte (rive droite)

Son rang de Strahler est donc de deux.

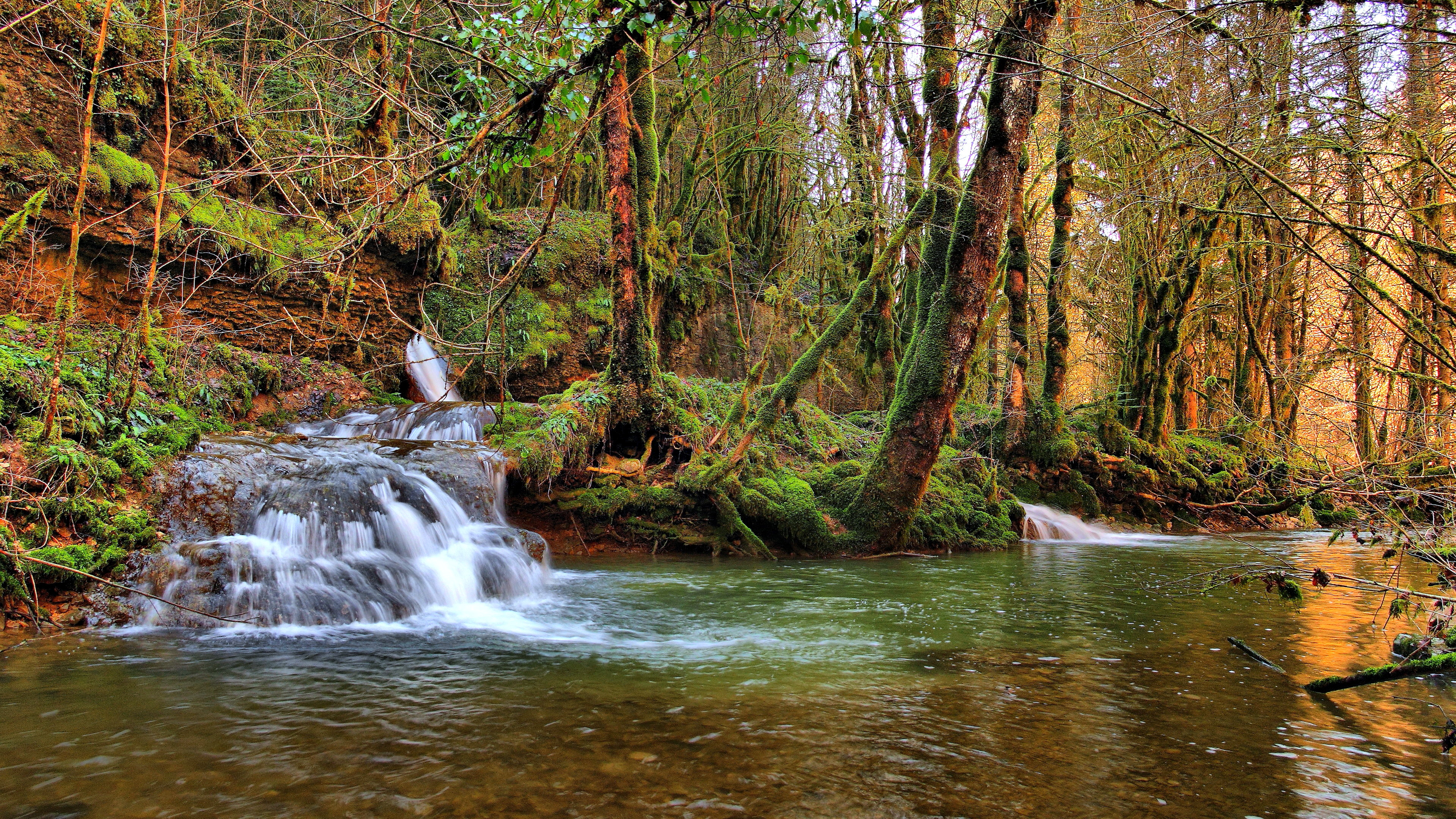
Confluence Brême-Défois.
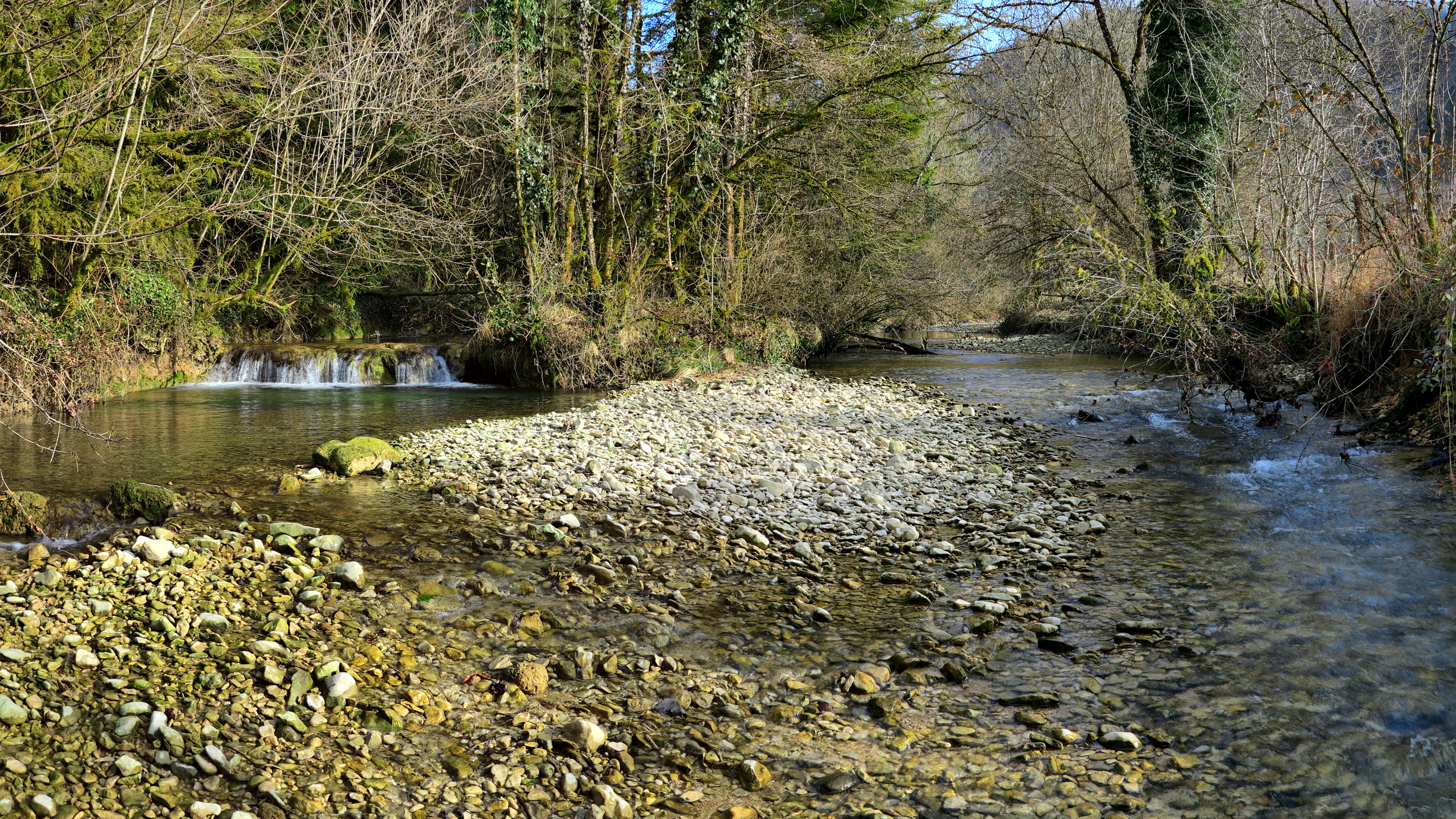
Confluence Brême-Plaisir Fontaine.
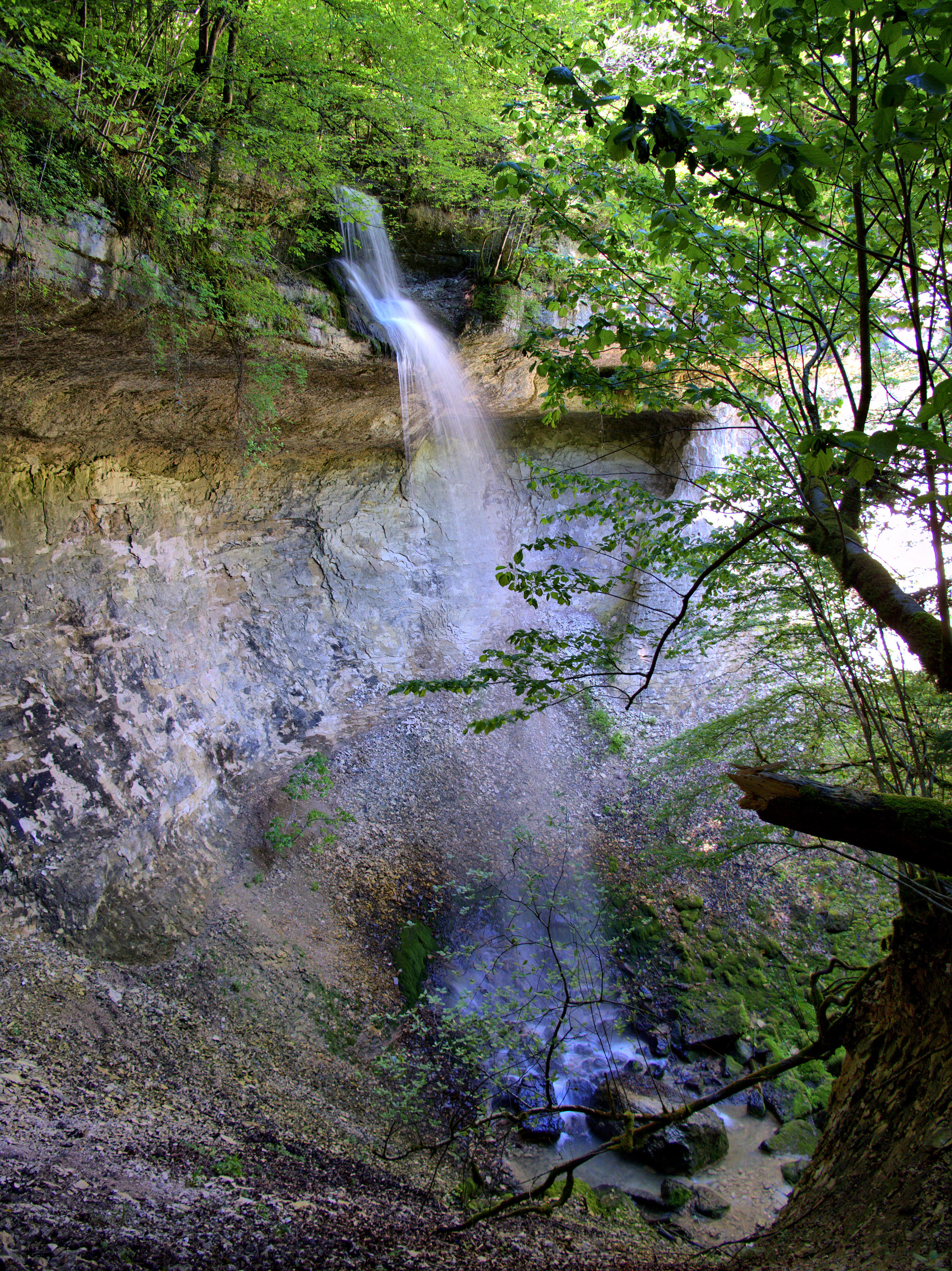
Le saut de la Leule à proximité de sa confluence avec la Brême.
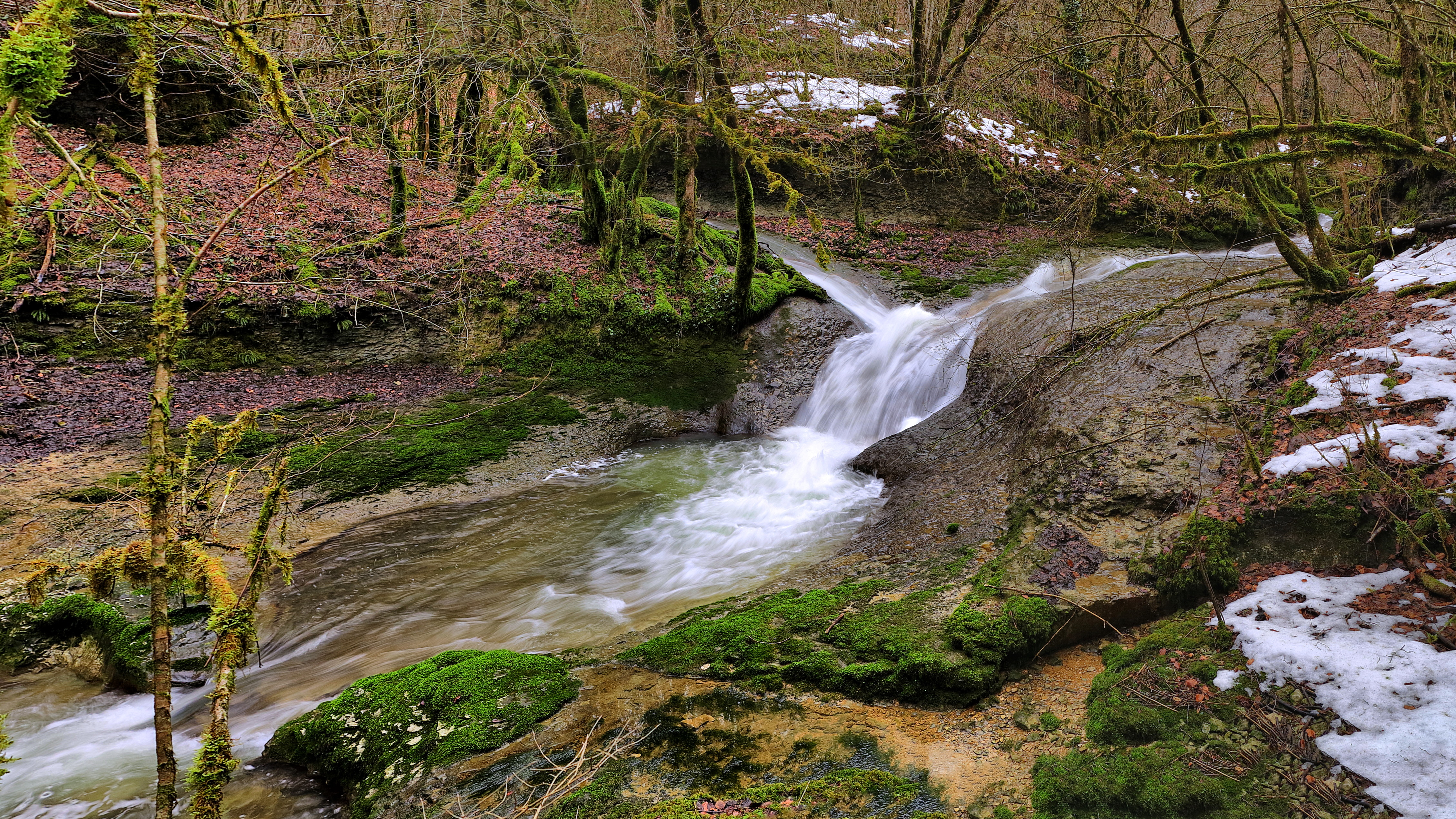
Confluence Brême-Chauderotte.

## Hydrologie
La Brême présente des fluctuations saisonnières de débit assez marquées.

## Écologie - Tourisme
La vallée de la Brême est classée par la DREAL Bourgogne-Franche Comté comme site pittoresque et scientifique.
De nombreux sentiers de randonnée permettent d'admirer la rivière et sa vallée, en particulier :
- Le parcours du Ravin du Puits[2]
- La piste cyclable construite à la place de l’ancienne ligne de L'Hôpital-du-Grosbois à Lods qui enjambe la Brême grâce à un beau viaduc courbe à 13 arches.
- Le GR 595 qui suit une partie du fond de la vallée et donne à voir les nombreux nassis de la Brême : terme désignant en Franche-Comté les cascatelles de Travertin (aussi appelé « tuf ») formant des seuils en travers de la rivière. Ils sont formés par l’induration de sables, graviers, galets ou blocs dans un ciment calcaire précipité.

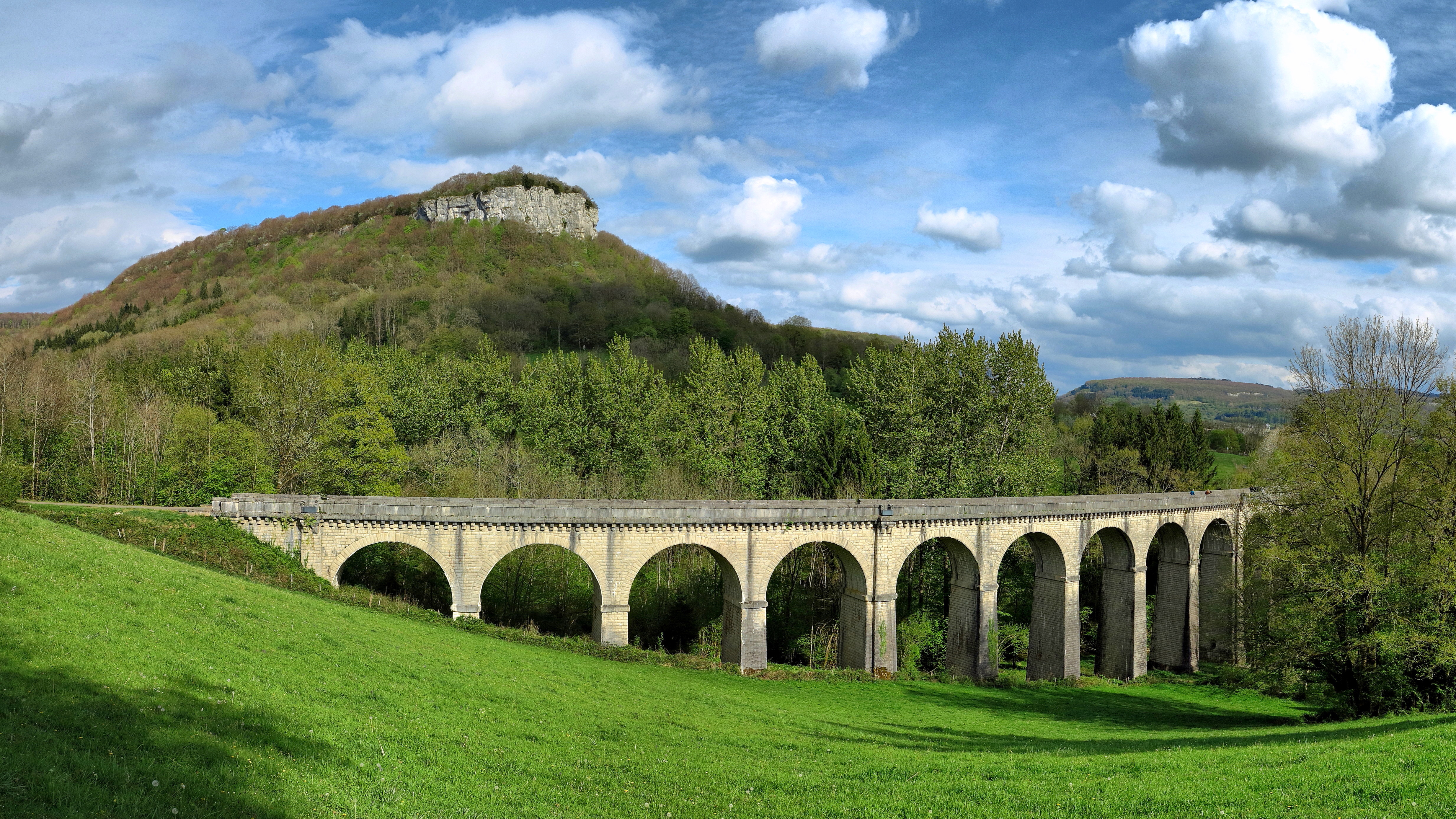
Le viaduc sur la Brême.
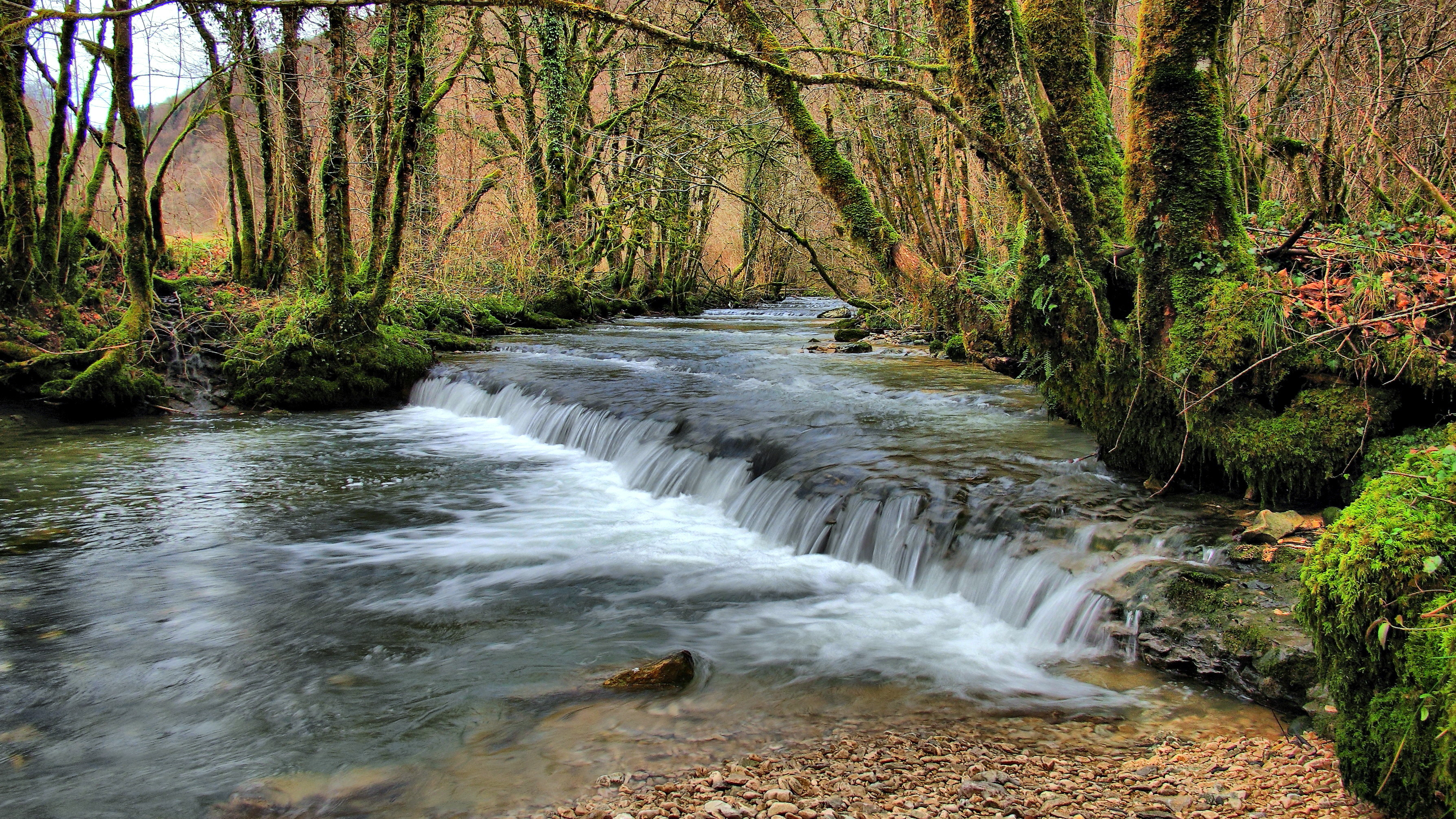
Nassis sur la Brême.

## Évocations artistiques
La pittoresque et encaissée vallée de la Brême et son affluent, le ruisseau de Plaisir-Fontaine, comme la Loue, ont servi de thème au peintre Gustave Courbet, natif de la région, dont voici quelques exemples :
- Le Ruisseau du Puits-Noir, vallée de la Loue (1855), Washington, National Gallery of Art
- Le Ruisseau couvert (Le Puits-Noir) (1865), Paris, musée d'Orsay
- Le Ruisseau du Puits noir (vers 1865), musée des Augustins de Toulouse
- Le Ruisseau de la Brême (vers 1865), musée des beaux-arts de Besançon
- La Remise de chevreuils au ruisseau de Plaisir-Fontaine, Doubs (1866), musée d'Orsay
- Le Ruisseau de la Brême (1866), Madrid, musée Thyssen-Bornemisza

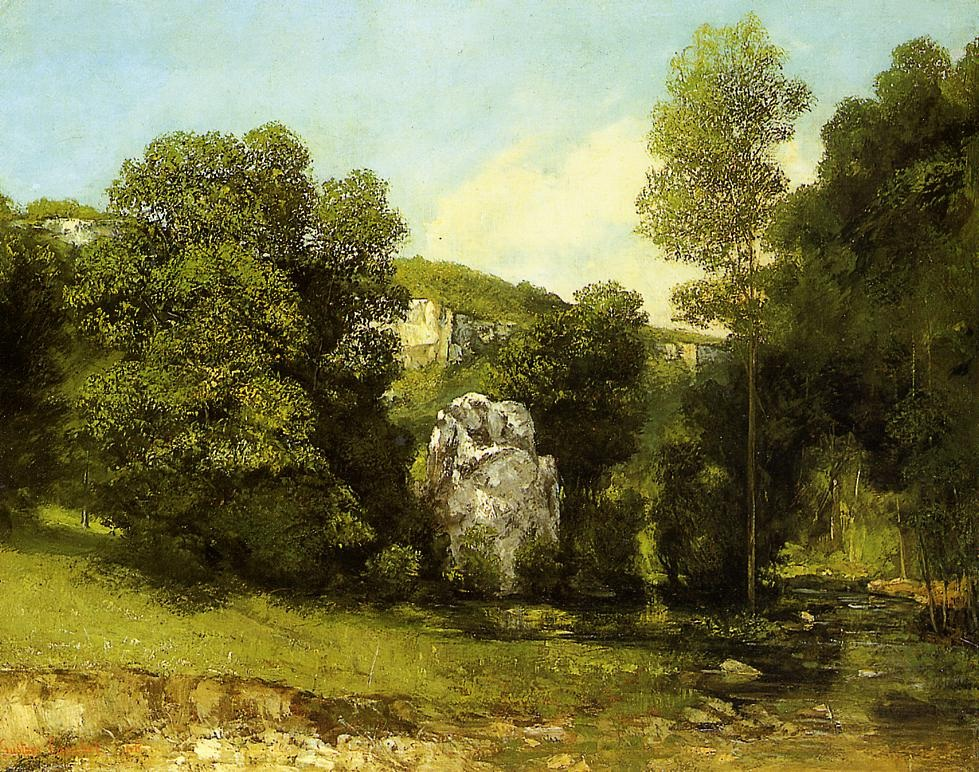
Gustave Courbet, Le Ruisseau de la Brême (1865), Musée des beaux-arts et d'archéologie de Besançon.
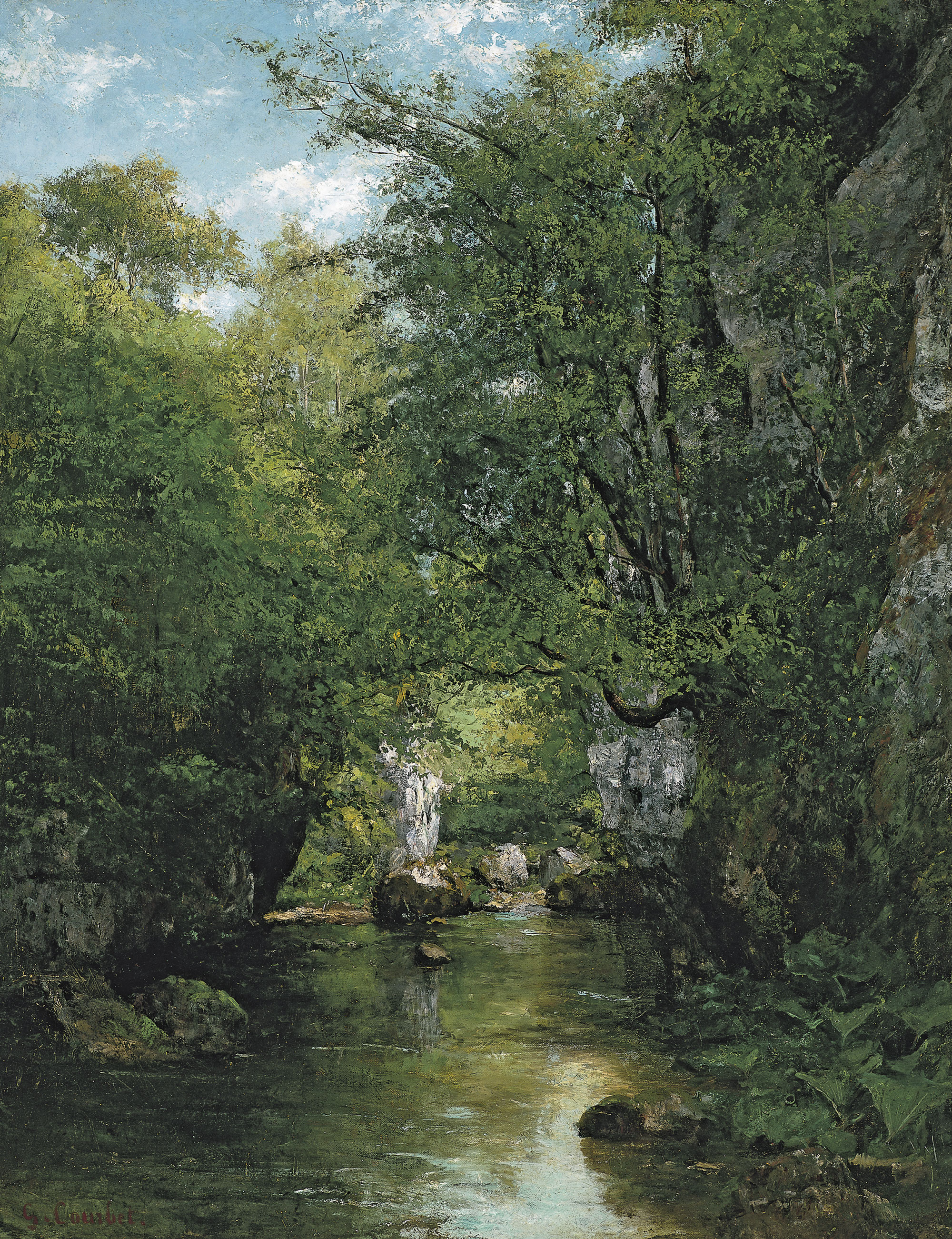
Gustave Courbet, Le Ruisseau de la Brême (1866), musée Thyssen-Bornemisza.
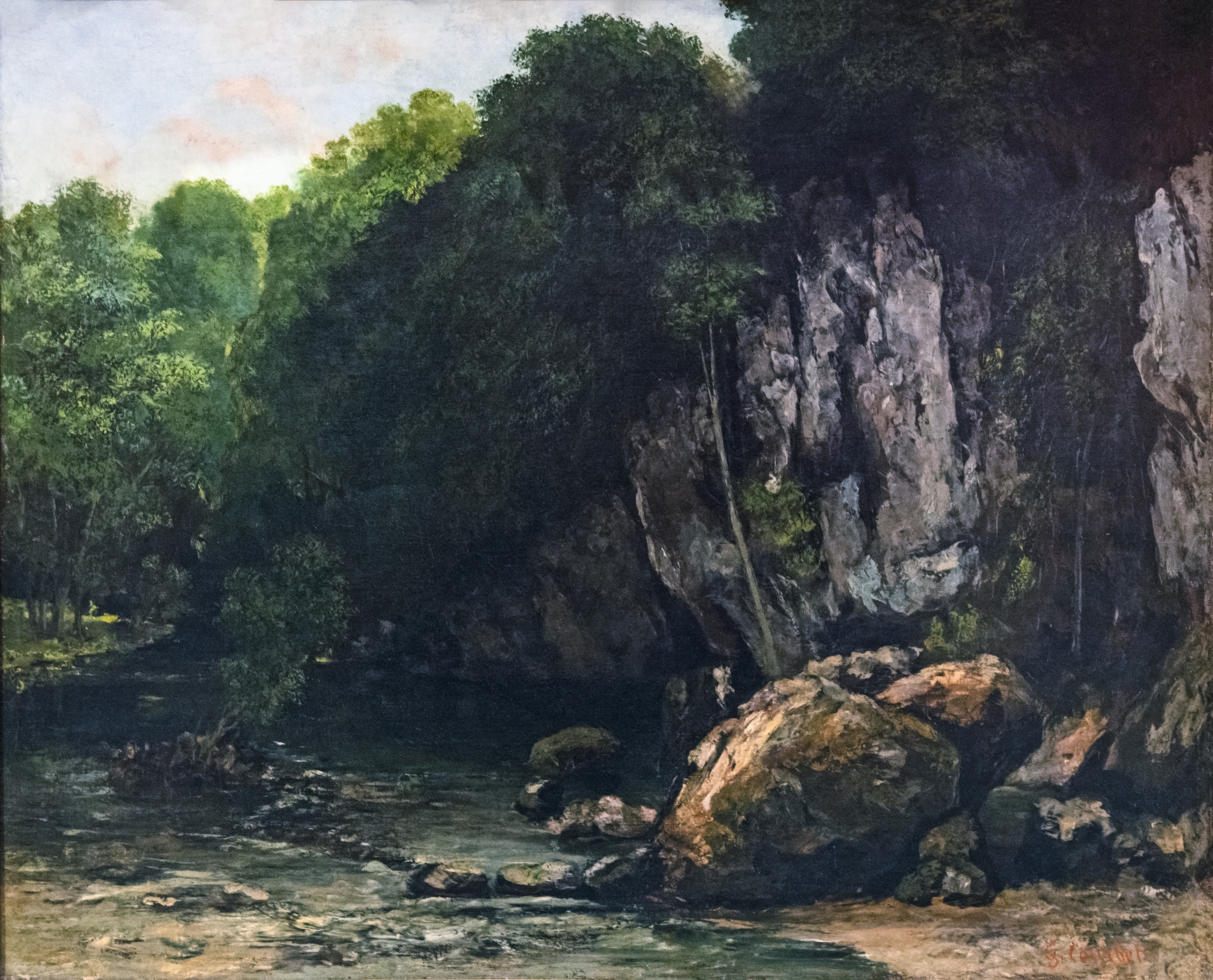
Gustave Courbet, "Le Ruisseau du puits noir", musée des Augustins de Toulouse.